# Округ Макмин (Тенеси)
Макмин (енгл. McMinn County) је округ у америчкој савезној држави Тенеси.

## Демографија
По попису из 2010. године број становника је 52.266, што је 3.251 (6,6%) становника више него 2000. године.
| Група             | 2000.          | 2010.          |
| Белци             | 45.030 (91,9%) | 47.273 (90,4%) |
| Афроамериканци    | 2.195 (4,5%)   | 2.066 (4,0%)   |
| Азијати           | 344 (0,7%)     | 388 (0,7%)     |
| Хиспаноамериканци | 884 (1,8%)     | 1.482 (2,8%)   |
| Укупно            | 49.015         | 52.266         |